# Knightsbridge metróállomás
A Knightsbridge a londoni metró egyik állomása az 1-es zónában, a Piccadilly line érinti.

## Története
Az állomást 1906. december 15-én adták át a Great Northern, Piccadilly and Brompton Railway (mai Piccadilly line) részeként.

## Forgalom
| Járat | Útvonal | Gyakoriság     |
| ----- | --- | -------------- |
|       | Cockfosters – Oakwood – Southgate – Arnos Grove – Bounds Green – Wood Green – Turnpike Lane – Manor House – Finsbury Park – Arsenal – Holloway Road – Caledonian Road – King’s Cross St. Pancras – Russell Square – Holborn – Covent Garden – Leicester Square – Piccadilly Circus – Green Park – Hyde Park Corner – Knightsbridge – South Kensington – Gloucester Road – Earl’s Court – Barons Court – Hammersmith – Turnham Green – Acton Town (– tovább Uxbridge, Heathrow felé) | 2-3 percenként |

## Átszállási kapcsolatok
| Állomás       | Átszállási kapcsolatok                        |
| ------------- | --------------------------------------------- |
| Knightsbridge | Helyi buszok (Knightsbridge Station, Harrods) |

## Fordítás
- Ez a szócikk részben vagy egészben  a   Knightsbridge tube station című angol Wikipédia-szócikk fordításán alapul.  Az eredeti cikk szerkesztőit annak laptörténete sorolja fel. Ez a jelzés csupán a megfogalmazás eredetét és a szerzői jogokat jelzi, nem szolgál a cikkben szereplő információk forrásmegjelöléseként.